# Rondinelli
Antônio José Rondinelli Tobias, mais conhecido como Rondinelli (São José do Rio Pardo, 26 de abril de 1955), é um ex-futebolista brasileiro que atuava como zagueiro. Ficou conhecido como "Deus da raça", em razão da disposição e garra com que jogava no Clube de Regatas Flamengo.
Ganhou a Bola de Prata da Revista Placar em 1978.

## Carreira
Sua história na Gávea começou nas categorias de base em 1968. Atuou no Flamengo, onde chegou ao time principal em 1971, e do qual se tornaria ídolo dois anos depois, quando conquistaria a posição de titular. Pelo clube rubro-negro, disputou 407 jogos, 249 vitórias, 102 empates e 56 derrotas; 12 gols, de 1974 a 1981.
Depois do Flamengo, teve passagens discretas pelo Corinthians e Vasco. Mais tarde, jogou ainda no Atlético-PR, Goiânia e Goiás, até encerrar a carreira, aos 33 anos, devido a problemas crônicos em seu joelho.

### Seleção Brasileira
Disputou três jogos pelo Brasil (uma partida em 1979, contra a Seleção do Estado da Bahia, e duas partidas em 1980, contra a Seleção Brasileira juvenil e a Seleção Mineira, empatando a primeira partida e vencendo as outras duas), mas não marcou nenhum gol. Também fez parte do elenco que terminou na terceira posição da Copa América de 1979, mas não disputou nenhuma partida.
| #  | Data       | Local             | Adversário                            | Placar | Torneio       |
| -- | ---------- | ----------------- | ------------------------------------- | ------ | ------------- |
| 1. | 05.07.1979 | Salvador-BA       | Selecionado do estado da Bahia        | 1–1    | Jogo Amistoso |
| 2. | 02.04.1980 | Rio de Janeiro-RJ | Seleção Brasileira de Novos           | 7–1    | Jogo Amistoso |
| 3. | 01.05.1980 | Taguatinga-MG     | Selecionado do estado de Minas Gerais | 4–0    | Jogo Amistoso |

## Vida Após aposentadoria
Rondinelli vive hoje entre Cabo frio-RJ Frio-Rj e São José do Rio Pardo-SP onde é dono de escolinha e posto de combustível[carece de fontes?]. Rondinelli no atual momento se encontra em cabo frio onde fundou um bloco de carnaval conhecido como vermelho e preto e através do bloco realiza projetos culturais, sociais e esportivos.

### Estatísticas
Até 11 de agosto de 1981.

#### Clubes
| Clube             | Temporada         | Campeonato nacional | Campeonato nacional | Campeonato nacional | Copa nacional[a] | Copa nacional[a] | Copa nacional[a] | Competições continentais[b] | Competições continentais[b] | Competições continentais[b] | Outros torneios[c] | Outros torneios[c] | Outros torneios[c] | Total | Total | Total   |
| Clube             | Temporada         | Jogos               | Gols                | Assist.             | Jogos            | Gols             | Assist.          | Jogos                       | Gols                        | Assist.                     | Jogos              | Gols               | Assist.            | Jogos | Gols  | Assist. |
| ----------------- | ----------------- | ------------------- | ------------------- | ------------------- | ---------------- | ---------------- | ---------------- | --------------------------- | --------------------------- | --------------------------- | ------------------ | ------------------ | ------------------ | ----- | ----- | ------- |
| Flamengo          | 1971              | 0                   | 0                   | 0                   | —                | —                | —                | —                           | —                           | —                           | 0                  | 0                  | 0                  | 9     | 1     | 0       |
| Flamengo          | 1972              | 0                   | 0                   | 0                   | —                | —                | —                | —                           | —                           | —                           | 0                  | 0                  | 0                  | 3     | 0     | 0       |
| Flamengo          | 1973              | 0                   | 0                   | 0                   | —                | —                | —                | —                           | —                           | —                           | 0                  | 0                  | 0                  | 13    | 0     | 0       |
| Flamengo          | 1974              | 0                   | 0                   | 0                   | —                | —                | —                | —                           | —                           | —                           | 0                  | 0                  | 0                  | 36    | 1     | 0       |
| Flamengo          | 1975              | 0                   | 0                   | 0                   | —                | —                | —                | —                           | —                           | —                           | 0                  | 0                  | 0                  | 45    | 1     | 0       |
| Flamengo          | 1976              | 0                   | 0                   | 0                   | —                | —                | —                | —                           | —                           | —                           | 0                  | 0                  | 0                  | 69    | 2     | 0       |
| Flamengo          | 1977              | 0                   | 0                   | 0                   | —                | —                | —                | —                           | —                           | —                           | 0                  | 0                  | 0                  | 50    | 3     | 0       |
| Flamengo          | 1978              | 0                   | 0                   | 0                   | —                | —                | —                | —                           | —                           | —                           | 0                  | 0                  | 0                  | 47    | 1     | 0       |
| Flamengo          | 1979              | 1                   | 0                   | 0                   | —                | —                | —                | —                           | —                           | —                           | 0                  | 0                  | 0                  | 52    | 1     | 0       |
| Flamengo          | 1980              | 0                   | 0                   | 0                   | —                | —                | —                | —                           | —                           | —                           | 0                  | 0                  | 0                  | 57    | 1     | 0       |
| Flamengo          | 1981              | 0                   | 0                   | 0                   | —                | —                | —                | 3                           | 0                           | 0                           | 0                  | 0                  | 0                  | 25    | 1     | 0       |
| Flamengo          | Total             | 1                   | 0                   | 0                   | 0                | 0                | 0                | 0                           | 0                           | 0                           | 0                  | 0                  | 0                  | 406   | 12    | 0       |
| Total na carreira | Total na carreira | 0                   | 0                   | 0                   | 0                | 0                | 0                | 0                           | 0                           | 0                           | 0                  | 0                  | 0                  | 406   | 12    | 0       |

- a. ^ Jogos da Copa do Brasil
- b. ^ Jogos da Copa Libertadores da América
- c. ^ Jogos do Campeonato Carioca

|          | Data                 | Local                                    | Resultado | Adversário       | Gols | Assist. | Competição                           |
| -------- | -------------------- | ---------------------------------------- | --------- | ---------------- | ---- | ------- | ------------------------------------ |
| Flamengo |                      |                                          |           |                  |      |         |                                      |
|          | 24 de julho de 1981  | Maracanã, Rio de Janeiro, Brasil         | 1–1       | Olimpia          | 0    | 0       | Copa Libertadores da América de 1981 |
|          | 7 de agosto de 1981  | Maracanã, Rio de Janeiro, Brasil         | 2–2       | Atlético Mineiro | 0    | 0       | Copa Libertadores da América de 1981 |
|          | 11 de agosto de 1981 | Defensores del Chaco, Assunção, Paraguai | 4–2       | Cerro Porteño    | 0    | 0       | Copa Libertadores da América de 1981 |

#### Seleção Brasileira
Abaixo estão listados todos jogos e gols do futebolista pela Seleção Brasileira. Abaixo da tabela, clique em expandir para ver a lista detalhada dos jogos de acordo com a categoria selecionada.
Seleção principal
| Ano   |       |      |         |       |
| Ano   | Jogos | Gols | Assist. | Média |
| ----- | ----- | ---- | ------- | ----- |
| 1976  | 2     | 0    | 0       | 0     |
| 1979  | 1     | 0    | 0       | 0     |
| 1980  | 2     | 0    | 0       | 0     |
| Total | 5     | 0    | 0       | 0     |

### Títulos
Flamengo
- Taça Guanabara: 1973, 1978, 1979, 1980, 1981
- Campeonato Carioca: 1974,1978,1979,1979 (Especial), 1981
- Taça Rio: 1978
- Troféu Ramón de Carranza: 1979, 1980
- Campeonato Brasileiro: 1980
- Taça Libertadores da América: 1981
- Mundial Interclubes: 1981

Vasco da Gama
- Campeonato Carioca: 1982

Atlético Paranaense
- Campeonato Paranaense: 1983

### Prêmios
- Bola de Prata da Revista Placar: 1978

## Filme "O Deus da Raça"
O Deus da Raça é um documentário em curta-metragem de 2003, dirigido por Felipe Nepomuceno e Pedro Asbeg e produzido pela Raça Filmes, que conta a história do ex-futebolista Rondinelli, mais especificamente sobre o gol histórico que o Rondinelli fez na final do Campeonato Carioca de 1978 e que garantiu o título estadual ao Flamengo naquele ano.

### Ficha Técnica
- Produção: Raça Filmes
- Fotografia: Felipe Nepomuceno
- Roteiro: Felipe Nepomuceno
- Som Direto: Marcos Rogozinski
- Montagem: Felipe Nepomuceno

### Prêmios e Indicações
| Ano  | Prêmio                                   | Categoria                     | Resultado | Ref.  |
| ---- | ---------------------------------------- | ----------------------------- | --------- | ----- |
| 2010 | CINEfoot - Festival de Cinema de Futebol | Prêmio Aquisição Porta Curtas | Venceu    | [ 6 ] |